# Адрион, Райнер
Райнер Адрион (нем. Rainer Adrion; род. 10 декабря 1953, Штутгарт) — немецкий футболист, игравший на позиции защитника, ныне — тренер.

## Карьера тренера
В 1999 году Адрион стал главным тренером второй команды «Штутгарт» — «Штутгарт II». По истечении двух лет специалист отправился в клуб «Унтерхахинг». Райнер был тренером клуба «Унтерхахинг» дважды. Первый приход в клуб был в 1991 году и завершился в 1993 году, второй в 2001 году. Пробыв в клубе год, Адрион покинул клуб.